# Commissaire (Parlement écossais)

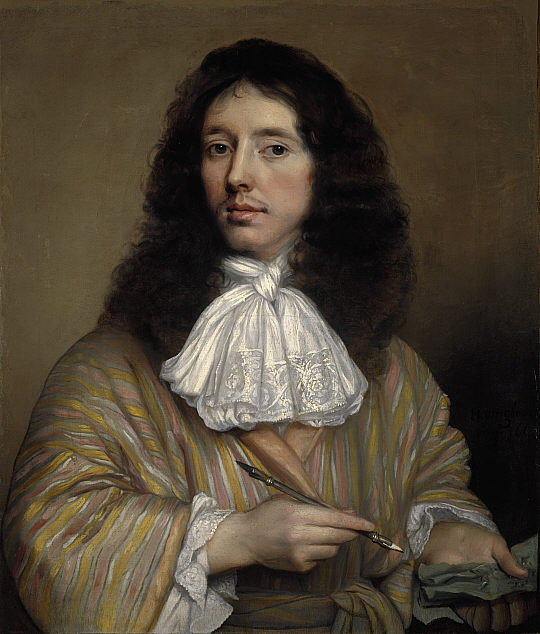
L'architecte William Bruce a siégé au Parlement écossais en tant que commissaire du comté de Fife (1669-74), et de Kinross (1681-2).

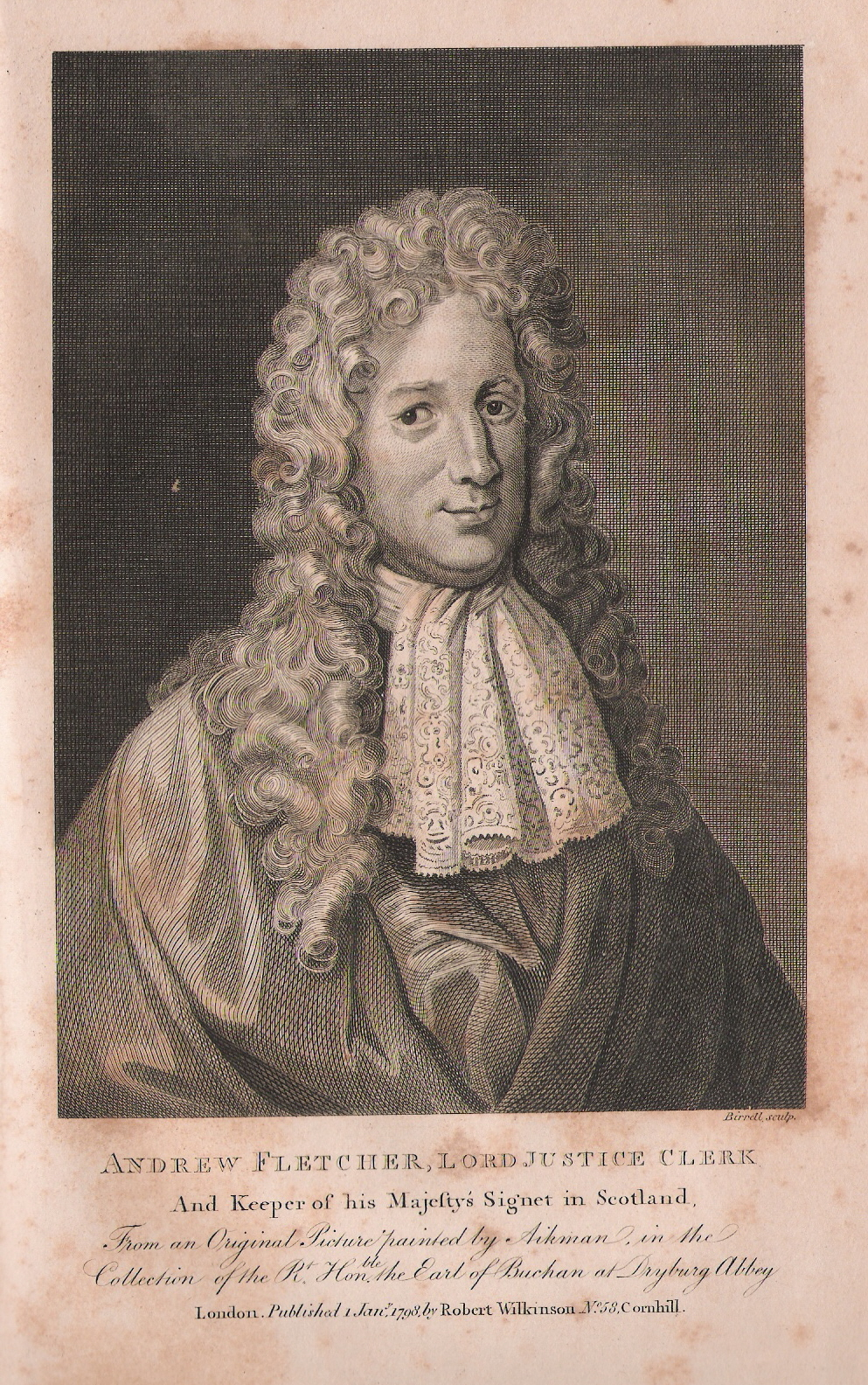
Fletcher de Saltoun a été élu en 1678 en tant que commissaire de Haddingtonshire.

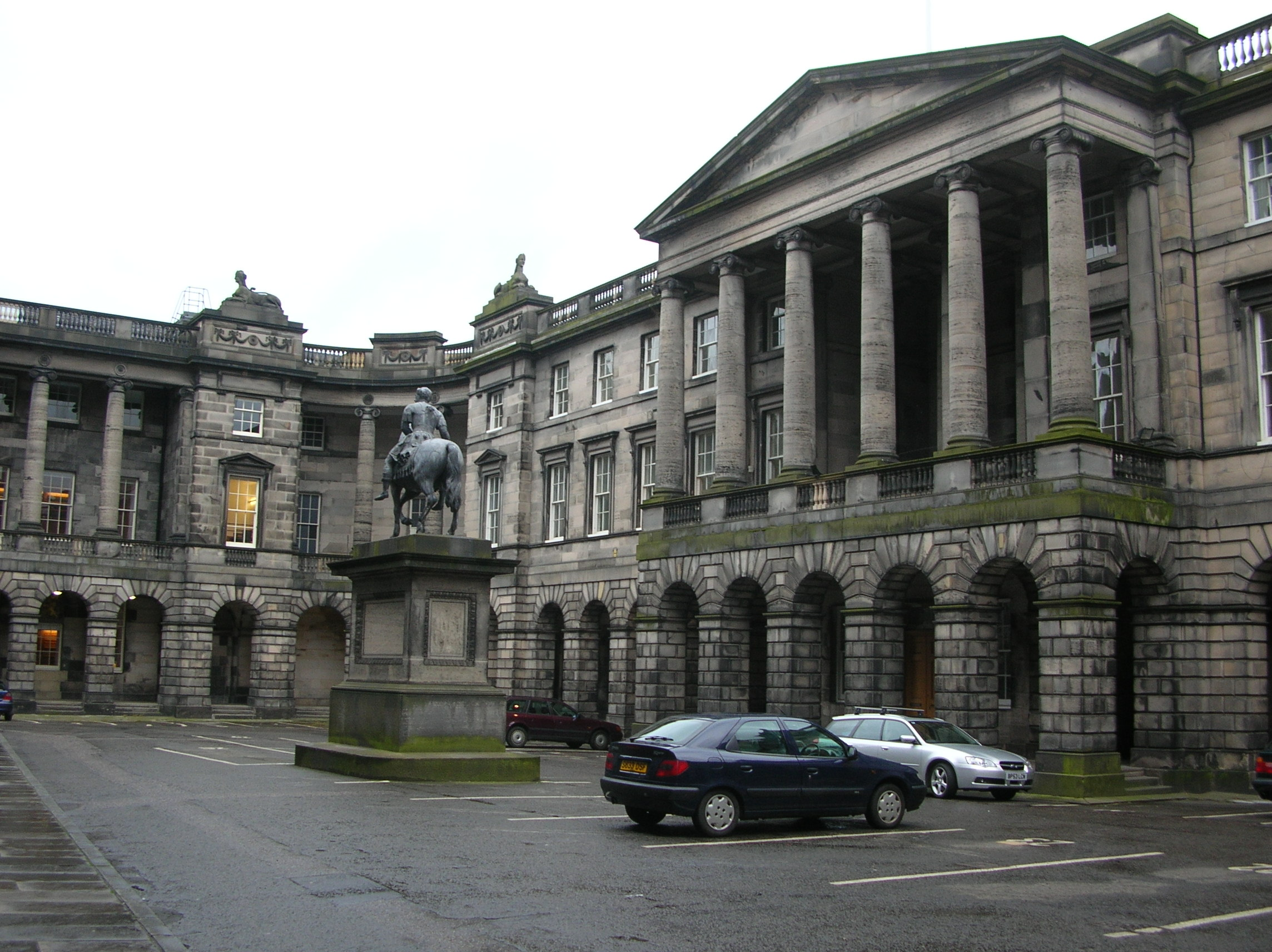
Parliament House, Edinburgh

Un commissaire était un législateur nommé ou élu pour représenter un burgh royal ou un comté au Parlement écossais d'avant l'Union et à la Convention des États associée.
Le Parlement écossais (également connu sous le nom de Trois États) et la Convention des États étaient des législatures monocamérales, de sorte que les commissaires siégeaient aux côtés des prélats (le premier domaine) et des membres de la noblesse (le second domaine).

## Commissaires de Burgh
Les commissaires de Burgh étaient le tiers état constituaient le groupe de commissaires au parlement le plus ancien et le plus puissant. Ils y assistèrent pour la première fois en 1326.
Les commissaires de Burgh ont souvent agi et fait pression collectivement, aidés par le fait que la Convention des Burghs royaux se réunissait souvent en association avec des sessions parlementaires.

## Commissaires de Comté
À partir du XVIe siècle, le second domaine de la noblesse a été réorganisé par la sélection de commissaires de comté issus de la petite noblesse : cela aurait créé un quatrième domaine.
Chaque comté, stewartry ou constabulary a envoyé deux commissaires de comté au parlement, à l'exception des petits comtés de Clackmannan et Kinross qui n'en ont envoyé qu'un. Cependant, chaque comté n'avait qu'un seul vote, ce qui signifie que les deux commissaires devaient coopérer et faire des compromis l'un avec l'autre. Ils semblent avoir possédé les plena potestas et n'étaient pas nécessairement tenus de consulter leurs électeurs.
Les premiers commissaires de comté étaient des barons inférieurs, la première élection de comté enregistrée ayant eu lieu le 31 janvier 1596, dans l'Aberdeenshire.
Les pouvoirs des commissaires de comté se sont considérablement élargis au fil du temps, en particulier avec le déclin à long terme du pouvoir des prélats. En 1640, les Covenanters ont aboli les épiscopats et chaque commissaire de comté a reçu son propre vote. Cet arrangement s'est poursuivi lors de la restauration des épiscopats en 1662.